# Масова частка елемента
Ма́сова ча́стка елеме́нта — це фізична величина, що визначається як відношенням маси, що припадає на певний хімічний елемент у речовині (сполуці), до маси всієї речовини.
Масова частка позначається символом {\displaystyle \omega } (омега) і виражається у частках від одиниці або у відсотках:
{\displaystyle \omega ={\frac {nA_{r}}{M_{r}}}*100\%},
де  {\displaystyle \omega } (омега) — масова частка елемента; Ar — відносна атомна маса елемента; n — кількість атомів елемента у формулі; Mr — відносна молекулярна або формульна маса речовини.